# Leiden Indo-European Etymological Dictionary Series
Die Leiden Indo-European Etymological Dictionary Series ist eine sprachwissenschaftliche Reihe in der moderne Abfassungen in englischer Sprache von etymologischen Wörterbüchern zum Wortschatz und Grammatik der (historischen) indogermanischen Einzelsprachen in Folge erscheinen. Die Reihe geht auf ein Projekt aus dem Jahr 1991 der niederländischen Indogermanisten von der Universität Leiden Robert S. P. Beekes und Alexander Lubotsky zurück. Ziel des Projekts (Leiden New Pokorny Project) ist es, das veraltete Standardwerk von Julius Pokorny, das „Indogermanische etymologische Wörterbuch“ von 1959, zeitgemäß zu ersetzen. Herausgeber der Reihe ist Alexander Lubotsky; sie wird mit dem ersten Band seit 2005 im Programm des Brill Verlag in Leiden veröffentlicht.

## Ausgaben
- Dirk Boutkan, Sjoerd Michiel Siebinga: Old Frisian Etymological Dictionary. Brill Academic Publishers, Leiden/Boston 2005, ISBN 978-90-04-14531-3.
- Jonny Cheung: Etymological Dictionary of the Iranian Verb. Brill Academic Publishers, Leiden/Boston 2007, ISBN 978-90-04-15496-4.
- Elena E. Kuz'mina, James P. Mallory: The Origin of the Indo-Iranians. Brill Academic Publishers, Leiden/Boston 2007, ISBN 978-90-04-16054-5.
- Rick Derksen: Etymological Dictionary of the Slavic Inherited Lexicon. Brill Academic Publishers, Leiden/Boston 2007, ISBN 978-90-04-15504-6.
- Alwin Kloekhorst: Etymological Dictionary of the Hittite Inherited Lexicon. Brill Academic Publishers, Leiden/Boston 2008, ISBN 978-90-04-16092-7.
- Allan R. Bomhard: Reconstructing Proto-Nostratic. Brill Academic Publishers, Leiden/Boston 2008, ISBN 978-90-04-16853-4.
- Michiel de Vaan: Etymological Dictionary of Latin and the other Italic Languages. Brill Academic Publishers, Leiden/Boston 2008, ISBN 978-90-04-16797-1.
- Hrach K. Martirosyan: Etymological Dictionary of the Armenian Inherited Lexicon. Brill Academic Publishers, Leiden/Boston 2009, ISBN 978-90-04-17337-8.
- Ranko Matasović: Etymological Dictionary of Proto-Celtic. Brill Academic Publishers, Leiden/Boston 2009, ISBN 978-90-04-17336-1.
- Robert S. P. Beekes: Etymological Dictionary of Greek. 2 Bde. Brill Academic Publishers, Leiden Boston 2010, ISBN 978-90-04-17418-4.
- Guus Kroonen: Etymological Dictionary of Proto-Germanic. Brill Academic Publishers, Leiden/Boston 2013. ISBN 978-90-04-18340-7.
- Rick Derksen: Etymological Dictionary of the Baltic Inherited Lexicon. Brill Academic Publishers, Leiden/Boston 2014. ISBN 978-90-04-27898-1